# Derby Owners Club
Derby Owners Club (DOC) est un jeu vidéo d'arcade de simulation de courses hippiques développé par Sega AM3 et édité par Sega en 2000 au Japon.

## Système de jeu
Chaque joueur agit en tant que propriétaire, entraîneur et jockey. Les joueurs peuvent ensuite former leurs chevaux pour améliorer les capacités de ces derniers grâce à l'utilisation de cartes mémoire.